# Деревнин, Гаврила Фёдорович
Гаврила Фёдорович Деревнин (1658-1728) — российский государственный деятель. Сын дьяка Фёдора Петровича Деревнина.

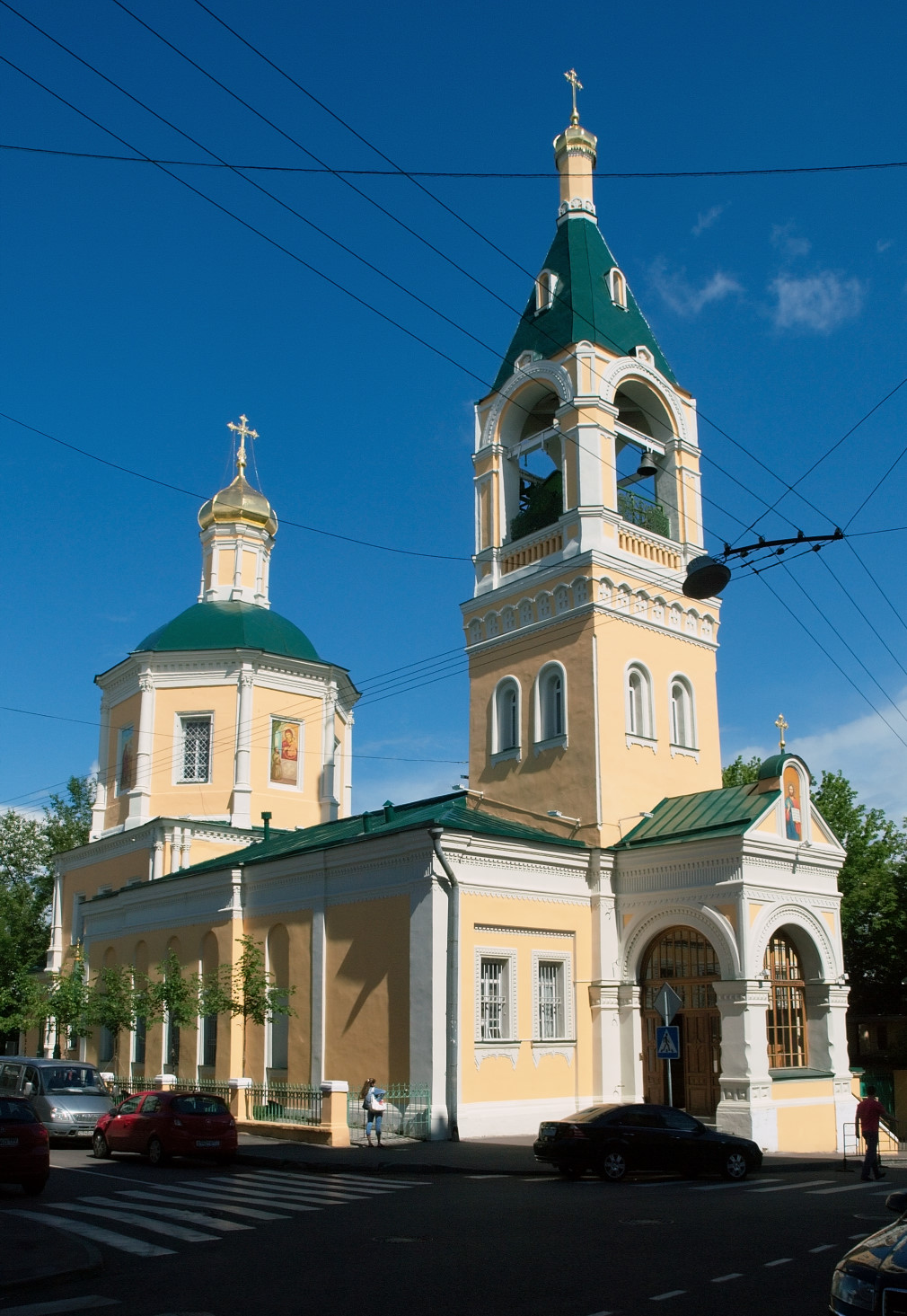
Храм Ильи Обыденного на Остожье

Подьячий Приказа Тайных дел (1672), дьяк государевой Мастерской палаты (1680-1688), дьяк Приказа Холопьего суда (1682). Пожалован в Думные дьяки (29.V1.1689),  думный дьяк приказа Большого Дворца ( 11. IX. 1689 до 23.1.1697),  думный дьяк приказа Большого Дворца, Судного и Каменного дворцовых приказов (.с 25.11.1697).
Основатель каменной церкви Илии Пророка Обыденного на Остоженке (1702), где и погребён († 1728), вместе с братом Василием († 1733).
По описи (1712) за ним числилось 88 душ крестьян.
Не следует путать его с Гаврилой Фёдоровичем Деревниным Младшим — государственным деятелем первой пол. XVIII века.